# Brnjac
Brnjac (izvirno srbsko Брњац) je naselje v Srbiji, ki upravno spada pod Mesto Loznica; slednje pa je del Mačvanskega upravnega okraja.

## Demografija
V naselju živi 491 polnoletnih prebivalcev, pri čemer je njihova povprečna starost 39,5 let (37,0 pri moških in 42,3 pri ženskah). Naselje ima 178 gospodinjstev, pri čemer je povprečno število članov na gospodinjstvo 3,54.
To naselje je, glede na rezultate popisa iz leta 2002, večinoma srbsko.
|  |

| Demografija | Demografija     | Demografija     |
| Leto        | Št. prebivalcev | Št. prebivalcev |
| ----------- | --------------- | --------------- |
|             |                 |                 |
|             |                 |                 |
|             |                 |                 |
|             |                 |                 |
| 1948        | 871             |                 |
| 1953        | 920             |                 |
| 1961        | 881             |                 |
| 1971        | 772             |                 |
| 1981        | 773             |                 |
| 1991        | 773             | 647             |
| 2002        | 760             | 631             |
|             |                 |                 |

| Etnična sestava po popisu iz leta 2002 | Etnična sestava po popisu iz leta 2002 | Etnična sestava po popisu iz leta 2002 | Etnična sestava po popisu iz leta 2002 | Etnična sestava po popisu iz leta 2002 |
| -------------------------------------- | -------------------------------------- | -------------------------------------- | -------------------------------------- | -------------------------------------- |
| Srbi                                   | Srbi                                   |                                        | 621                                    | 98,41%                                 |
| Romi                                   | Romi                                   |                                        | 8                                      | 1,26%                                  |
| Neznano                                | Neznano                                |                                        | 2                                      | 0,31%                                  |